# A Nice Pair
A Nice Pair är en dubbel-LP av Pink Floyd, innehållande gruppens två första album, The Piper at the Gates of Dawn och A Saucerful of Secrets. Det gavs ut år 1973 i USA, och 1974 i Europa.
Låtarna "Flaming", "Astronomy Domine" och "Bike" hade saknats på den amerikanska originalutgåvan av The Piper at the Gates of Dawn, dessa fanns dock med på A Nice Pair. Däremot skilde sig den amerikanska utgåvan från den brittiska bland annat genom att den ursprungliga versionen av "Astronomy Domine" ersatts av en liveversion från albumet Ummagumma.
Albumet nådde som bäst 21:a plats på UK Albums Chart och 36:e plats på Billboard 200.

## Låtlista

### The Piper at the Gates of Dawn
1. "Astronomy Domine"
2. "Lucifer Sam"
3. "Matilda Mother"
4. "Flaming"
5. "Pow R. Toc H."
6. "Take Up Thy Stethoscope and Walk"
7. "Interstellar Overdrive"
8. "The Gnome"
9. "Chapter 24"
10. "The Scarecrow"
11. "Bike"

### A Saucerful of Secrets
1. "Let There Be More Light"
2. "Remember a Day"
3. "Set the Controls for the Heart of the Sun"
4. "Corporal Clegg"
5. "A Saucerful of Secrets"
6. "See Saw"
7. "Jugband Blues"